# Dan Turèll
Dan Turèll (oft auch „Onkel Danny“ genannt) (* 19. März 1946 in Kopenhagen; † 15. Oktober 1993 in Kopenhagen) war ein dänischer Schriftsteller und Journalist.

## Leben und Werk
Bis Dan Turèll von seinen Büchern leben konnte, übte er zunächst zahlreiche unterschiedliche berufliche Tätigkeiten aus. Er wurde Buchautor und war zudem als Journalist und Verfasser von Songs für Beatgruppen tätig. Er liebte Kopenhagen, besonders das Viertel Vesterbro, und beschrieb immer wieder seine Stadt in all ihren Facetten. In seinem 1975 erschienenen Erinnerungsbuch Vangede Billeder (Bilder von Vangede) beschreibt er sehr menschlich seine Kindheit und Jugend im Kopenhagener Vorort Vangede. Er schafft es dabei, die Sprache der Arbeiterklasse zur Kunstform zu erheben; die Kopenhagener erkannten sich in den Charakteren des leicht romantisch gefärbten Buches wieder.
Turèlls erste Werke waren beeinflusst von der Literatur der amerikanischen Beat Generation, unter anderen von Allen Ginsberg, Jack Kerouac und William S. Burroughs. Er inszenierte sich selbst und verfasste Bücher mit auffallenden Titeln wie Sidste forestilling bevidstløse trancebilleder af eksploderende spejltricks igennem flyvende tidsmaskine af smeltende elektriske glasfotos (Die letzte Vorstellung von unbewussten Trancebildern von explodierenden Spiegeln über fliegenden Zeitmaschinen von schmelzenden elektrischen Glasfotos, 1972). Mit Bild- und Textmontagen überschreitet er dabei Gattungs- und Textgrenzen, so verbindet er zum Beispiel in seinem Song- und Textalbum Karma Cowboy (1974) den Cowboy mit der buddhistischen Karmalehre. Seine zahlreichen Veröffentlichungen mit Titeln wie Onkel Danny’s drivende dansende dirrende dinglende daskende dryppende danske dasedigte (Onkel Dannys fahrende tanzende unruhige baumelnde schneidige sickernde trockene dänische Liedchenschreiberei, 1974) führten dazu, dass Turèll in Dänemark unter dem Namen „Onkel Danny“ allgemein bekannt wurde. 2007 wurde zu seinen Ehren in Vangede ein Platz „Dan Turèlls Plads“ benannt.

„In den sechs Bänden umfassenden Medie Montager (Medien-Montagen)
schreibt Turèll, der als Meister des Slangs wiederholt mit Musikern zusammengearbeitet hat, über Literatur und Musik; Phänomene der Popkultur wie die Rolling Stones kommen dabei ebenso zur Sprache wie die Texte eines Per Højholt.“

Am bekanntesten wurde Dan Turèll mit seiner Kriminalreihe um einen namenlosen Journalisten, den er, beeinflusst von Raymond Chandler, wie eine Figur des angloamerikanischen Hardboiled detective agieren lässt. Es ist keine fortlaufende Serie; die zwölf Bücher können in beliebiger Reihenfolge gelesen werden. Bereits mit seinem ersten Band Mord i mørket (Mord im Dunkeln, 1981) hatte er großen Erfolg; das Buch wurde 1986 (unter anderen mit Ove Sprogøe) verfilmt. Im selben Jahr erschien bereits sein zweiter Roman mit dem Titel Mord i Rodby (Mord in Rodby). Die Handlung des ersten Falls spielt im heruntergekommenen Kopenhagener Vesterbro-Milieu, im zweiten klärt der Journalist nun eine Mordserie in einer dänischen Provinzstadt auf. Unter dem Titel „Mord im Paradies“ wurde auch dieser Roman verfilmt (unter anderen mit Morten Grunwald), hatte aber weniger Erfolg. Die Reihe ist durchsetzt mit Kritik am Wohlfahrtsstaat Dänemark und nicht ohne Humor verfasst, die Handlung aber manchmal unlogisch.
Als Schriftsteller schrieb Turèll sowohl auf Dänisch als auch auf Englisch; seine Werke wurden unter anderem ins Französische, Deutsche, Niederländische und Schwedische übersetzt. Er verstand es meisterhaft, auf Lyrikfestivals seine Gedichte zu rezitieren. Seit 1994 wird jährlich an seinem Geburtstag der „Dan Turèll Preis“ verliehen. Turèll erhielt einige Auszeichnungen, unter anderen 1981 den Ikea-Preis, 1983 „De gyldne håndjern“ (Die goldenen Handschellen) und 1991 für die Serie um seinen namenlosen Detektiv „Det danske Kriminalakademis diplom“.

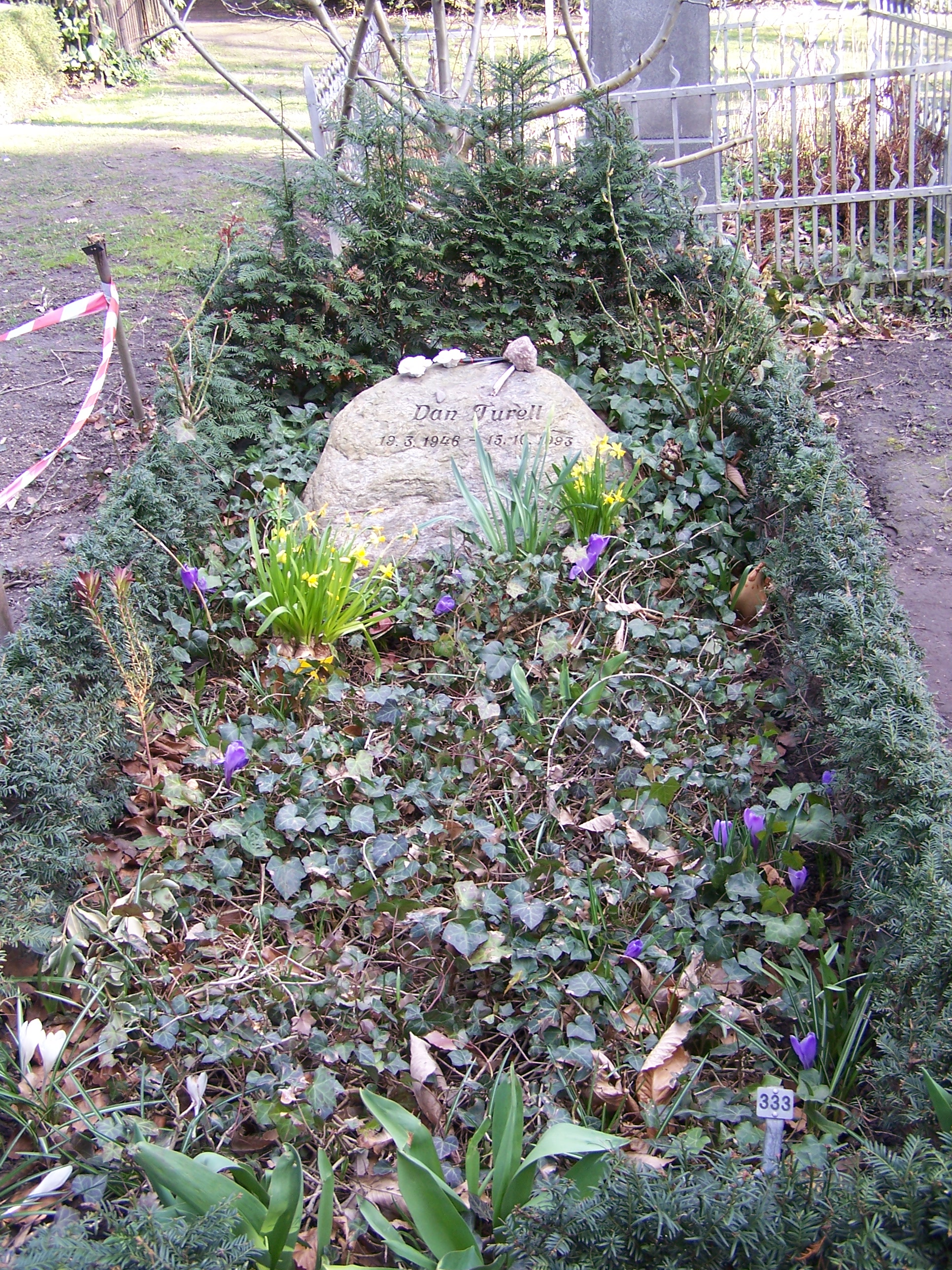
Dan Turèlls Grab auf dem Kopenhagener Assistenzfriedhof

Turèll war zweimal verheiratet. Er starb an Krebs und wurde auf dem Kopenhagener Assistenzfriedhof beigesetzt. Er hinterließ ein umfangreiches Œuvre, von dem manches erst nach seinem Tod veröffentlicht wurde.

## Veröffentlichungen

### Dänische Originalausgaben (Auswahl)
- 1971: Manuskrifter om hvad som helst (Prosa)
- 1972: Bevægelser, formålsløst cirklende (Prosa)
- 1972: Sidste Forestilling, bevidstløse trancebilleder af eksploderende spejltricks igennem flyvende tidsmaskine af smeltende elektriske glasfotos (Lyrik)
- 1973: Sekvens af Manjana, den endeløse sang flimrende igennem hudens pupiller. 250 ark (Prosa)
- 1973: Onkel Danny's dadaistiske disc-jockey djellaba jazzjungle joysticks (Lyrik)
- 1974: Another Draft of Space Cantos (Lyrik)
- 1974: Karma Cowboy (Lyrik)
- 1974: Onkel Danny's deliristiske jukebox jitterbug (Lyrik)
- 1975: Vangede Billeder (Lyrik)
- 1975: $torebror $am (Autobiografie)
- 1976: Drive-in digte (Lyrik)
- 1976: Nytår i Rom (Lyrik)
- 1976: Live-Show feed-back. 5sæt af bøgernes bog (Prosa)
- 1976: Onkel Danny fortæller (Erinnerungen)
- 1976: Livets Karrusel (Lyrik)
- 1977: 3-D digte (Lyrik)
- 1977: Storby-Blues (Lyrik)
- 1977: MenneskeMyteMaskinen. Medie-Montager V (Prosa)
- 1978: Onkel Sam's sønner. Medie-Montager VI (Prosa)
- 1978: Onkel Danny's små sitrende skinnende svirrende swingende saxsoli sæbeboble-sange (Lyrik)
- 1979: Onkel Danny's rullende rallende regnvejrs ragtime rhapsodi (Lyrik)
- 1979: Møde i Garda. En fortælling i forbigående (Prosa)
- 1979: Amerikanske ansigter. Udvalgte artikler fra 70'erne (Essays)
- 1981: Mord i mørket, (Kriminalroman)
- 1981: Mord i Rodby (Kriminalroman)
- 1982: Mord på Malta (Kriminalroman)
- 1982: Onkel Danny fortæller på talløse opfordringer (Erinnerungen)
- 1983: Alhambra Blues. 175 dagbogs-digte (Lyrik)
- 1983: Mord ved Runddelen (Kriminalroman)
- 1984: Sort film. En privat dagbog omkring kriminalgenren (Prosa)
- 1984: Mord i marts (Kriminalroman)
- 1984: Kom forbi (Lyrik)
- 1984: Mord i september (Kriminalroman)
- 1985: Mord i myldretiden (Kriminalroman)
- 1986: Mord på møntvaskeriet og andre kriminalhistorier (Kriminalerzählungen)
- 1987: Mord i rendestenen (Kriminalroman)
- 1988: Blues for Buddha (Prosa)
- 1988: Mord på medierne (Kriminalroman)
- 1989: As Time Goes By... Klip fra den fortsatte scrap-bog (Essays)
- 1989: Mord på markedet. Noveller (Kriminalerzählungen)
- 1989: Forklædt til genkendelighed. Sange, digte & recitationer (Lyrik)
- 1990: Mord i San Francisco (Kriminalroman)
- 1991: I byen - og i baggårdene. 50 historier af Københavns-krøniken fortalt fra dag til dag (Essays)
- 1991: Undervejs med Copenhagen All Stars. Et jazzband p°a turné i Danmark (Erinnerungen)
- 1991: Himalaya Hilton. Digte 1989 - 1991 (Lyrik)
- 1992: Dét døgn, da... (Roman)
- 1992: Gud & Gokke. Digte 1991-1992 (Lyrik)
- 1993: Tja-a Cha-Cha (Lyrik)
- 1993: Alverdens vampyrer. Første forestilling på Grusomhedens Teater eller en idés rejse fra 5000 for Kristus til i dag (Prosa)
- 1994: Vangede billeder (Prosa aus dem Nachlass)
- 2003: En nat ved højtaleren og sprogets mikrofon. Rariteter 1964-79 (Radioessays aus dem Nachlass)
- 2007: Charlie Parker i Istedgade. Tekster om jazz  (Essays aus dem Nachlass)
- 2007: Drit i døden - her er Dan Turèll. Dikt i utvalg (Gedichteauswahl)

### Deutschsprachige Veröffentlichungen
- Mord im Dunkeln (Mord i mørket). Butt, Kiel 1991, ISBN 3-926099-20-8.
- Mord in Rodby (Mord i Rodby). Petterssen, Münster 1996, ISBN 3-930704-02-1.
- Mord auf Malta (Mord på Malta). Bastei Lübbe, Bergisch Gladbach 2004, ISBN 3-404-15106-2.
- Mord am Rondell (Mord ved Runddelen). Bastei Lübbe, Bergisch Gladbach 2004, ISBN 3-404-15177-1.
- Mord im März (Mord i marts). Bastei Lübbe, Bergisch Gladbach 2004, ISBN 3-404-15286-7.
- Mord im Herbst (Mord i september). Bergisch Gladbach 2005, ISBN 3-404-15370-7.
- Mord in der Dämmerung (Mord i myldretiden). Bastei Lübbe, Bergisch Gladbach 2006, ISBN 978-3-404-15479-1.
- Mord im Waschsalon und andere Kriminalgeschichten (Mord på møntvaskeriet og andre kriminalhistorier). Bastei Lübbe, Bergisch Gladbach 2006, ISBN 978-3-404-15526-2.
- Mord in Vesterbro (Mord på medierne). Bergisch Gladbach 2007, ISBN 978-3-404-15706-8.
- Mord im Straßengraben (Mord i rendestenen). Bastei Lübbe, Bergisch Gladbach 2007, ISBN 978-3-404-15630-6.
- Mord in San Francisco (Mord i San Francisco). Bergisch Gladbach 2008, ISBN 978-3-404-15904-8.
- Mord auf Bornholm (Mord på markedet). Bergisch Gladbach 2009, ISBN 978-3-404-15801-0.